# Hubertus Butin
Hubertus Butin (* 1964 in Hann. Münden) ist ein deutscher Kunsthistoriker, Kunsttheoretiker und Ausstellungskurator.

## Leben und Werk
Butin studierte in Bonn und Zürich Kunstgeschichte, Philosophie und Neuere Geschichte. Von 1996 bis 1998 arbeitete er als kunsthistorischer Assistent im Atelier von Gerhard Richter. Seit 1992 veröffentlicht er zahlreiche Bücher zur zeitgenössischen Kunst, insbesondere über Gerhard Richter und die Kunst des Kapitalistischen Realismus. 2014 erschien sein erweitertes Begriffslexikon zur zeitgenössischen Kunst sowie sein aktualisiertes Werkverzeichnis der Editionen von Gerhard Richter.
Butin lebt und arbeitet in Berlin.

## Kuratierte Ausstellungen (Auswahl)
- 2012: Gerhard Richter - Editionen 1965–2011, Me-Collectors-Room-Berlin-Stiftung Olbricht, Berlin.[1] (2013 auch Fondazione Sandretto Re Rebaudengo, Turin)
- 2004: Gerhard Richter. Printed! Druckgrafik, Foto-Editionen und Künstlerbücher (mit Stefan Gronert), Kunstmuseum Bonn, (anschließend Kunstmuseum Luzern und andere).
- 1994: Gerhard Richter und die Romantik, Kunstverein Ruhr, Essen

## Schriften (Auswahl)
- Kunstfälschung - Das betrügliche Objekt der Begierde, Suhrkamp/Insel 2020, ISBN 978-3-518-42911-2
- Begriffslexikon zur zeitgenössischen Kunst (als Hrsg.), Snoeck, Köln, 2014, ISBN 978-3-86442-100-6
- Gerhard Richter, Editionen 1965–2013: Catalogue Raisonné  (mit Stefan Gronert), Hatje Cantz, Ostfildern, 2014, ISBN 978-3-7757-3519-3
- Imi Knoebel, Hatje Cantz, Ostfildern, 2009, ISBN 978-3-7757-2500-2
- Gerhard Richter. Arbeiten auf Papier – Works on Paper, Walther König, Köln, 2005, ISBN 3-00-017217-3
- KP Brehmer: Alle Künstler lügen, Museum Fridericianum, Kassel, 1998, ISBN 978-3-927015-13-5
- Grafik des Kapitalistischen Realismus: KP Brehmer, K.H. Hödicke, Konrad Lueg, Wolf Vostell, Sigmar Polke, Gerhard Richter, Grafik-Verlag, Frankfurt am Main, 1992, ISBN 3-9802488-9-5
- Gerhard Richter, Frühe Druckgrafik 1965–1974, Galerie Bernd Slutzky, Frankfurt am Main, 1992, ISBN 3-9802488-5-2